# 3 Ceti
3 Ceti (3 Cet) là một sao khổng lồ cam trong chòm sao Kình Ngư. Nó có cấp sao biểu kiến là 4,99.